# The Futureheads
The Futureheads – brytyjski kwartet rockowy pochodzący z miejscowości Sunderland w północnej Anglii. Twórczość określa się jako post-punk oraz indie rock.

## Historia

### Etymologia
Nazwa grupy została zaczerpnięta z tytułu albumu zespołu The Flaming Lips Hit to Death in the Future Head, wydanego w 1992 roku.

### Początki
Członkowie zespołu, wokalista i gitarzysta Barry Hyde, basista David „Jaff” Craig i perkusista Peter Brewis poznali się w college’u City of Sunderland. Wkrótce do grupy dołączył Ross Millard, kolega Craiga. Skład uzupełnił Dave Hyde, młodszy brat Barry’ego, zastępując Brewisa, który dołączył do indierockowego Field Music. Jako salę prób grupa wykorzystała budynek domu kultury, gdzie pracowali Brewis i Hyde.
Pierwsze koncerty zespołu odbywały się w lokalnych klubach, dzięki czemu The Futureheads stali się znani w środowisku muzycznym.
W The Futureheads, oprócz wokalisty Barry’ego Hyde’a, śpiewają także pozostali muzycy.

Po prostu zdaliśmy sobie sprawę, że mogłoby być ciekawie, mając w zespole taką harmonię, zwłaszcza, że gramy dość szorstką gitarową muzykę. Kiedy ludzie myślą o harmonii, to zwykle w miłym, nawet przesłodzonym kontekście. Ale krzyk też może być harmonią. Tylko wtedy jest jak atak, trochę jak ze słuchaniem naszej muzyki. Czasem zdarza nam się grać piosenki nawet trzy razy szybciej niż powinniśmy. Zdarza się, że piosenki brzmią jak zupełny nonsens, bo śpiewamy je wszyscy, a każdy z nas ma swój własny akcent i ludzie zupełnie nie mogą zrozumieć, o czym śpiewamy.

### 2003-2005

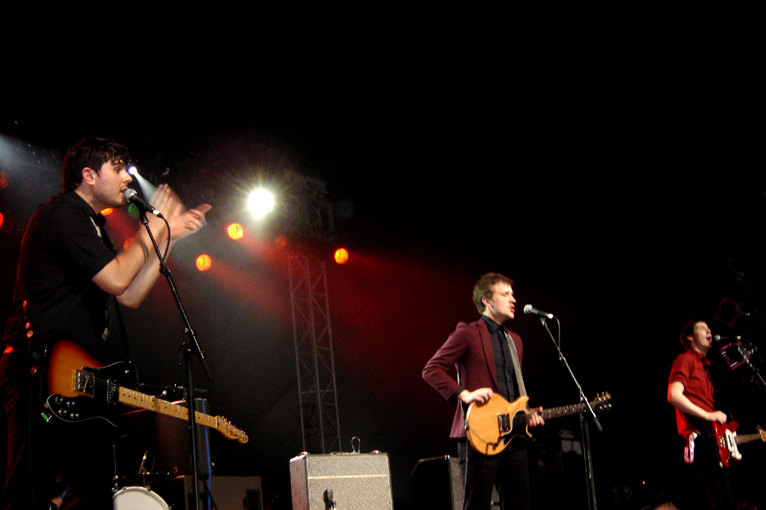
The Futureheads podczas One Big Weekend 8 maja 2005

The Futureheads wystąpili przed publicznością po raz pierwszy w Cricket and Rugby Club w grudniu 2000 roku. Zadebiutowali dwoma albumami EP, Nul Book Standard oraz 123 Nul EP wydanymi kolejno w 2002 roku oraz 10 marca 2003. 4 września 2003 roku, ukazał się pierwszy singel zatytułowany First Day, zawierający trzy utwory.
Album The Futureheads wydany został w sierpniu 2004 roku nakładem wytwórni 679 Recordings, będącej częścią Warner Music Group. Pięć utworów z płyty zostało nagranych i wyprodukowanych przez Andy’ego Gilla, muzyka Gang of Four. Pochodzący z tego albumu utwór Decent Days And Nights, wydany na singlu 26 lipca 2004 roku, znalazł się na ścieżce dźwiękowej do gier wideo „Burnout 3” oraz „Rugby 2005”. Kolejnym singlem, wydanym 18 października, był Meantime.
21 lutego 2005 ukazał się singel Hounds of Love, cover utworu Kate Bush. Dotarł on do ósmego miejsca UK Singles Chart w pierwszym tygodniu notowania i nazwany został przez „NME” najlepszym utworem roku. W tym czasie grupa koncertowała w Stanach Zjednoczonych a następnie supportowała Pixies, Foo Fighters oraz Snow Patrol podczas występów w Wielkiej Brytanii.
W maju 2005 The Futureheads wystąpili podczas festiwalu BBC Radio 1 One Big Weekend odbywającego się w rodzinnym Sunderlandzie. 8 maja klub piłkarski Sunderland A.F.C. odebrał puchar Football League Championship. Jako hołd, grupa wystąpiła przed meczem na Stadium of Light.

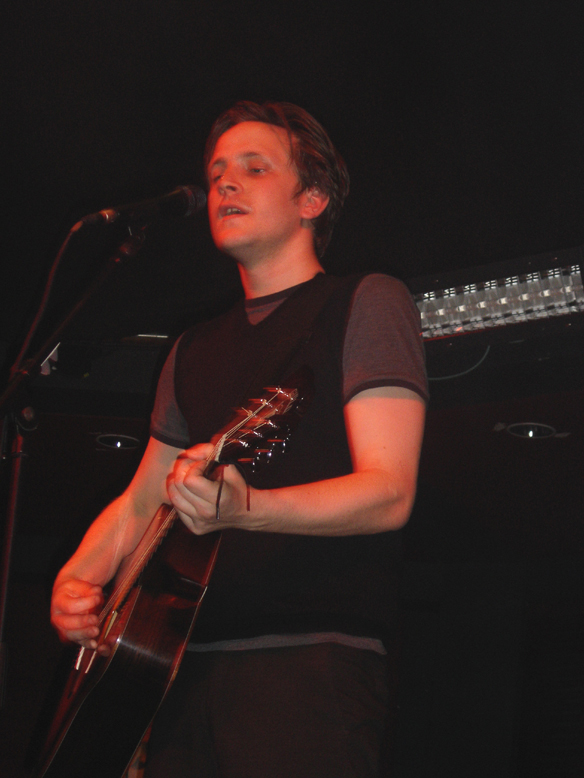
Barry Hyde

### 2005-2006
W marcu oraz czerwcu 2005 ukazały się dwa oficjalne bootlegi zarejestrowane kolejno w The Crocodile Cafe w Seattle oraz podczas The Quart Festival w Norwegii. W tym samym czasie wydana została reedycja debiutanckiej płyty wzbogacona o DVD z teledyskami oraz cztery utwory zarejestrowane podczas koncertu w Newcastle w 2004 roku.
Podczas gdy zespół pracował nad drugim albumem studyjnym, w listopadzie 2005 roku ukazała się płyta EP Area, nagrana w Londynie oraz Newcastle, która uplasowała się na 18 miejscu UK Charts.
Album News and Tributes, którego nazwa została zainspirowana katastrofą lotniczą w Monachium, ukazał się 29 maja 2006 roku nakładem 679 Recordings. Promowany był singlami Skip to the End, wydany 22 maja oraz od 14 września Worry About It Later. Pierwszy z nich został zaraz po wydaniu klipem tygodnia w NME Video.

### 2006-2008

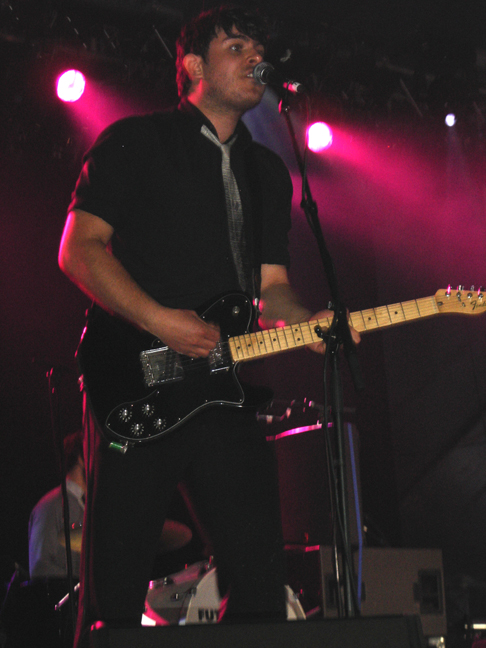
Ross Millard

W listopadzie 2006 The Futureheads opuścili 679 Recordings by stworzyć własną, niezależną wytwórnię Nul Records.

Uważam, że najważniejsze jest bycie zupełnie niezależnym od przemysłu muzycznego i granie muzyki, którą chce się grać, a nie takiej, która jest kompromisem między tym, co chce się zrobić, a zasadami, których trzeba się trzymać, by dopasować się do rynku. Kiedy słucham naszego pierwszego albumu myślę, że jestem bardzo dumny, że zdołaliśmy dopiąć tego, by go nagrać.

Resztę roku zajęły przygotowania nowego albumu. W czerwcu 2007 roku zostały ukończone prace nad trzecim albumem, This Is Not the World, który wydany został 26 maja 2008. Muzycy nagrali go podczas 16 dni spędzonych w Hiszpanii.
Pierwszy singel, Broke Up The Time, udostępniony został za darmo na ich stronie internetowej 9 listopada 2007 roku. Grupa ogłosiła także trzy koncerty w Wielkiej Brytanii, po których nastąpiła pełna trasa koncertowa. W grudniu ukazał się drugi singel, The Beginning of the Twist, z teledyskiem ukazującym muzyków przechadzających się po Carnaby Street, wystawowym deptaku Londynu. Utwór dotarł do 20 miejsca UK Singles Chart. Trzeci singel, Radio Heart, wydany został 19 maja 2008 i poprzedzony został teledyskiem upublicznionym 16 kwietnia. Kolejnym singlem był, wydany 4 września, Walking Backwards. Ostatnim utworem promocyjnym został I Wouldn't Be Like This if You Were Here, który był wydany 8 grudnia wyłącznie przez Internet.
W listopadzie zespół przyjechał do Polski na dwa koncerty – 17 listopada wystąpił w warszawskiej „Proksimie” oraz dzień później w krakowskim „Studio”. Jako support wystąpiły grupy Out of Tune oraz New York Crasnals. Ponownie grupa przyjechała do Polski w maju 2009 roku jako gwiazda juwenaliów w Lublinie organizowanych przez Uniwersytet Marii Curie-Skłodowskiej oraz na koncert w Studio im. Agnieszki Osieckiej w Trójce.

## Inspiracje
Duży wpływ na twórczość The Futureheads wywarli tacy artyści, jak Kate Bush, The Wellingtons, Devo, XTC, The Jam czy post hardcore'owy Fugazi. Sama twórczość zespołu porównywana jest do Pixies oraz wczesnego Blur.

## Dyskografia

### Albumy
- The Futureheads (2004)
- News and Tributes (2006)
- This Is Not the World (2008)
- The Chaos (2010)

### EP
- Nool Book Standard EP (2002)
- 1-2-3-Nul! EP (2003)
- Area EP (2005)

### Single
| Rok  | Singiel                                    | Album                 |
| ---- | ------------------------------------------ | --------------------- |
| 2004 | „First Day"                                | The Futureheads       |
| 2004 | „Decent Days and Nights"                   | The Futureheads       |
| 2004 | „Meantime"                                 | The Futureheads       |
| 2005 | „Hounds of Love"                           | The Futureheads       |
| 2005 | „Decent Days and Nights"                   | The Futureheads       |
| 2005 | „Area"                                     | Area EP               |
| 2006 | „Skip to the End"                          | News And Tributes     |
| 2006 | „Worry About It Later"                     | News And Tributes     |
| 2008 | „The Beginning of the Twist"               | This Is Not the World |
| 2008 | „Radio Heart"                              | This Is Not the World |
| 2008 | „Walking Backwards"                        | This Is Not the World |
| 2008 | „I Wouldn't Be Like This if You Were Here" |                       |